# Maria Lankowitz
Maria Lankowitz är en ort och kommun i distriktet Voitsberg i förbundslandet Steiermark i Österrike. Kommunen fick sin nuvarande utbredning den 1 jan 2015 då kommunerna Gößnitz och Salla inkorporerades.
Kommunen består av sex orter (Ortschaften) (inom parentes invånarantal 1 januari 2024):
- Hochgößnitz (147)
- Kemetberg (192)
- Kirchberg (201)
- Maria Lankowitz (1 674)
- Niedergößnitz (237)
- Salla (241)